# Chrysobothris succedanea
Chrysobothris succedanea es una especie de escarabajo del género Chrysobothris, familia Buprestidae. Fue descrita científicamente por Saunders en 1873.